# ABC News (Australie)
Ne doit pas être confondu avec ABC News.
ABC News est un service public australien de nouvelles produit par la division Nouvelles de l'Australian Broadcasting Corporation.   
La division est responsable de la collecte et de la production de nouvelles pour la télévision ABC, la radio et les services en ligne. Bien qu'ABC soit détenu et financé par le gouvernement australien, l'indépendance éditoriale de l'ABC est assurée par la loi sur l'Australian Broadcasting Corporation de 1983.

## Logos

Logo de ABC News du 10 avril 2017 au 18 août 2024.